# Calle de Ardemans
La calle de Ardemans es una vía pública de la ciudad española de Madrid, situada en el barrio de la Guindalera, distrito de Salamanca.

## Descripción
La vía discurre desde la calle de Cartagena hasta la de Coslada. Recuerda con el título al pintor, grabador, tratadista y arquitecto matritense Teodoro de Ardemans (1661-1726). Aparece descrita en Las calles de Madrid (1889) de Hilario Peñasco de la Puente y Carlos Cambronero con las siguientes palabras:

Ardemans. Se encuentra esta calle en el ensanche del distrito de Buenavista. Es de apertura reciente. Teodoro Ardemans nació en Madrid, y es autor de las Ordenanzas de esta Villa y de otra obra titulada Curso subterráneo de las aguas. Fué arquitecto de gran nombradía en su época, dirigió el palacio de San Ildefonso, y otras construcciones notables de Maddrid, Toledo y Granada. Murió el 15 de Febrero de 1726, en la calle del Humilladero.
(Peñasco de la Puente y Cambronero, 1889, p. 68)